# توم غرينواي
توم غرينواي (بالإنجليزية: Tom Greenway)‏ مواليد 5 يونيو 1909 في أركنساس، الولايات المتحدة - الوفاة 8 فبراير 1985 في لوس أنجلوس، هو ممثل أمريكي بدأ مسيرته الفنية سنة 1949.

## الأعمال
- سيدة بدون جواز سفر
- ظهيرة مشتعلة
- موضع بايتون
- شمالا إلى الشمال الغربي
- القصة في الصفحة الأولى
- كيف غلب الغرب

## روابط خارجية
- توم غرينواي على موقع IMDb (الإنجليزية)
- توم غرينواي على موقع قاعدة بيانات الفيلم (الإنجليزية)